# Опоки (Вологодська область)
Опо́ки (рос. Опо́ки) — геологічне відслонення у Вологодській області Росії, однойменний поріг і колишнє село.
Знаходяться на річці Сухоні, приблизно за 70 км від Великого Устюга по дорозі у Тотьму, на місцевості Опокського сільського поселення. Геологічне відслонення постановою Вологодського облвиконкому № 98 від 29 січня 1963 року оголошено пам'яткою природи. Площа 12 га. Наразі підготовлено матеріали про створення на основі пам'ятника природи «Лінзи — місця передбачуваних палеонтологічних знахідок» (Опоки) і геологічного заказника «Стрільна», що примикає до «Лінз …», комплексного (ландшафтного) заказника «Опоки».

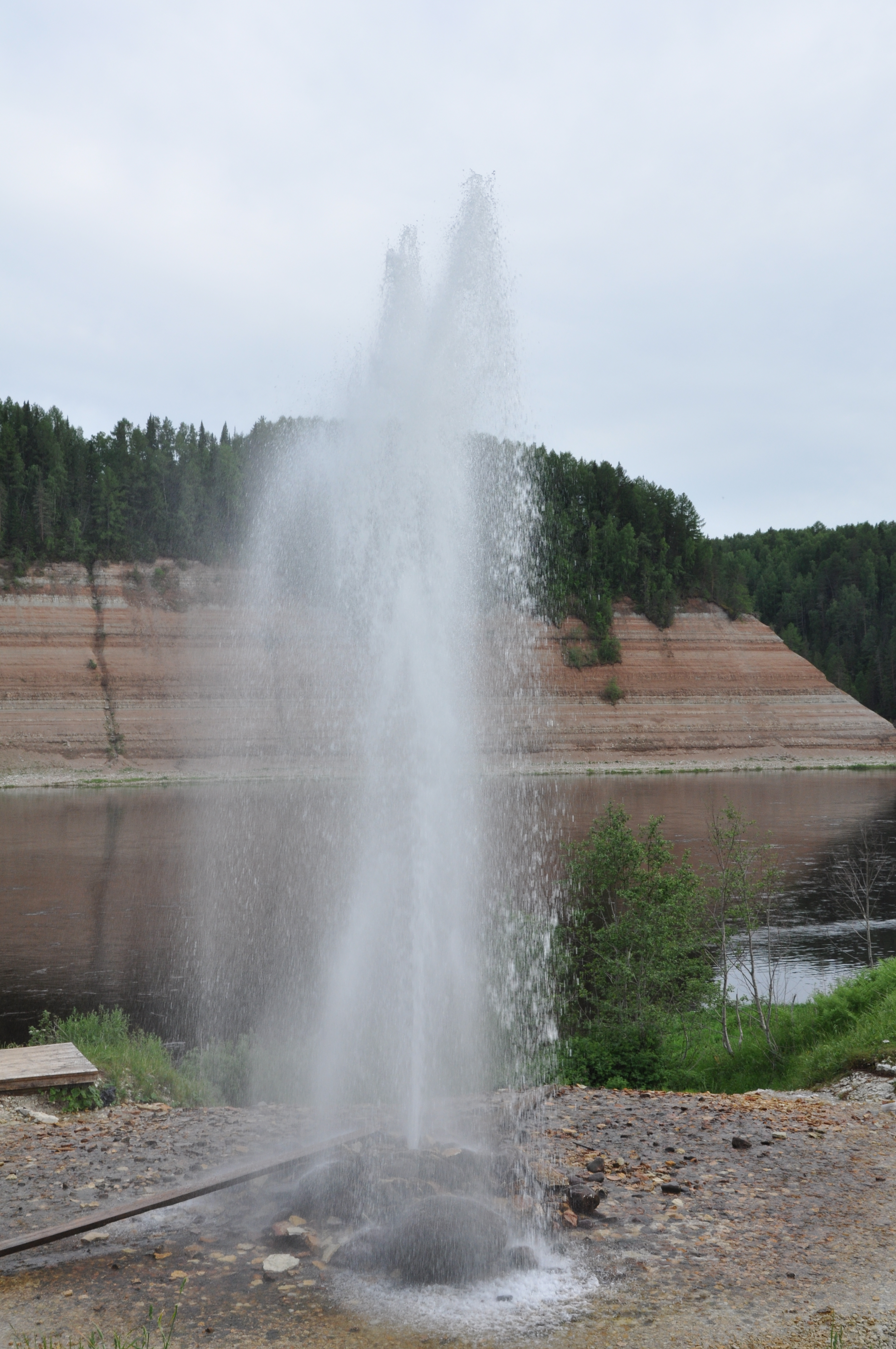
Фонтанна свердловина

Геологічне відслонення Опоки розташоване на правому березі Сухони, неподалік від села Поріг, де на крутому закруту відслонюються породи верхньої пермі. У обриві близько 60 метрів заввишки і крутизною до 70 степенів перешаровуються мергелі і глини різного кольору.
Починаючи від урізу води і вище по схилу до бровки корінного берега між тодішнім селом Опоки та гирлом річки Стрельної, в районі села Опоки розташований найнебезпечніший на річці Сухоні поріг з однойменною назвою — Опоки. Названо його так по виходу у річище вапняків і мергелів північнодвінського обрію верхньої пермі. Довжина порога становить 1,5 км, дно кам'янисте.
Приблизно в одному кілометрі нижче за течією, на правому березі Сухони поруч зі селом Братське фонтанує самовиливна свердловина, пробурена 1941 року під час інженерно-геологічних вишукувань, глибина свердловини 192,4 м. Дебіт свердловини — близько 50 л/сек. Вода слабкосолонцювата з мінералізацією 2,6 г/л.
В Опоках Сухона робить крутий поворот, утворюючи вузький і довгий мис. На самому його вістрі в 1943—1947 роках була зона ГУЛАГа — «Опокстрой» з 1100 ув'язненими. Будували судноплавний шлюз: рубали річкові скрині, засипали до них каміння і землю, оббивали залізом. У квітні 1947 року його знесло при льодоході. Зараз тут є залишки греблі й опустової камери. На місці ГУЛАГу — поклінний хрест «Без вини мордованим».